# Slammiversary (2024)
Pour les articles homonymes, voir Slammiversary.
L'édition 2024 de Slammiversary est un Pay-per-view de catch (lutte professionnelle) produit par la promotion américaine Total Nonstop Action Wrestling. L'événement a eu lieu le 20 juillet 2024 à l'Auditorium de Verdun à Montréal (Québec), au Canada. Il s'agit de la 20e édition de Slammiversary.

## Contexte
Les spectacles de la Total Nonstop Action Wrestling sont constitués de matchs aux résultats prédéterminés par les scénaristes de la compagnie. Ces rencontres sont justifiées par des storylines – une rivalité entre catcheurs, la plupart du temps – ou par des qualifications survenues dans les shows. Tous les catcheurs possèdent un gimmick, c'est-à-dire qu'ils incarnent un personnage gentil (Face) ou méchant (Heel), qui évolue au fil des rencontres. Un événement comme Slammiversary est donc un événement tournant pour les différentes storylines en cours.

## Tableau des matchs
| Ordre par numéros | Résultat | Stipulation(s) | Temps |
| --- | --- | --- | ----- |
| 1P | Tasha Steelz bat Faby Apache, Gisele Shaw et Xia Brookside                                                                     | 4-Way match | 6:20  |
| 2P | Kushida bat Rich Swann par soumission                                                                                          | Match simple | 6:45  |
| 3 | The Malisha (Alisha Edwards et Masha Slamovich) (c) bat The Spitfire (Dani Luna et Jody Threat)                                | Tag Team match pour les TNA Knockouts World Tag Team Championship                                                          | 8:45  |
| 4P | Eric Young bat Hammerstone | Match simple | 5:25  |
| 5 | Broken Matt Hardy (avec Jeff Hardy) bat JDC                                                                                    | Match simple | 4:40  |
| 6 | ABC (Ace Austin et Chris Bey) bat The System (Brian Myers et Eddie Edwards) (c) (avec Alisha Edwards)                          | Tag Team match pour les TNA World Tag Team Championship                                                                    | 16:50 |
| 7 | Mike Santana bat Jake Something                                                                                                | Match simple | 11:40 |
| 8 | The Rascalz (Trey Miguel, Zachary Wentz et Wes Lee) bat No Quarter Catch Crew (Charlie Dempsey, Myles Borne et Tavion Heights) | 6-Man Tag Team match | 14:10 |
| 9 | PCO bat A.J. Francis (c) (avec Rich Swann, Smoke DZA et Josh Bishop)                                                           | Montreal Street Fight match pour les TNA Digital Media Championship et TNA Canadian International Heavyweight Championship | 13:45 |
| 10 | Jordynne Grace (c) bat Ash by Elegance (avec "The Personal Concierge" George Iceman)                                           | Match simple pour le TNA Knockouts World Championship                                                                      | 12:10 |
| 11 | Mike Bailey bat Mustafa Ali (c) (avec Campaign Singh) par soumission                                                           | Match simple pour le TNA X Division Championship                                                                           | 20:30 |
| 12 | Nic Nemeth bat Frankie Kazarian, Josh Alexander, Joe Hendry, Moose (c) et Steve Maclin                                         | 6-Way Elimination match pour le TNA World Championship                                                                     | 30:55 |
| La lettre C placée entre parenthèses désigne la personne ou l’équipe championne en titre. P – indique que le match a eu lieu lors du pré-show | | |       |